# Dendromus kahuziensis
Dendromus kahuziensis é uma espécie de roedor da família Nesomyidae.
É endêmica da República Democrática do Congo, onde foi registrada por dois espécimes coletados no Monte Kahuzi.